# Verneuil-Grand
Verneuil-Grand – miejscowość i gmina we Francji, w regionie Grand Est, w departamencie Moza.
Według danych na rok 1990 gminę zamieszkiwały 164 osoby, a gęstość zaludnienia wynosiła 26 osób/km² (wśród 2335 gmin Lotaryngii Verneuil-Grand plasuje się na 881. miejscu pod względem liczby ludności, natomiast pod względem powierzchni na miejscu 894.).